# Hecalus lutescens
Hecalus lutescens är en insektsart som beskrevs av William Lucas Distant 1918. Hecalus lutescens ingår i släktet Hecalus och familjen dvärgstritar. Inga underarter finns listade i Catalogue of Life.